# 아베군

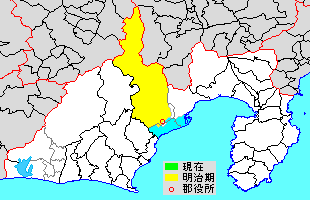
시즈오카현 아베군의 범위 (하늘색: 후에 다른 군에서 편입된 구역)

아베군(安倍郡, あべぐん, あべのこおり)은 시즈오카현(스루가국)에 있던 군이다.

## 군역
1879년 행정 구역으로 발족 당시의 군역은 현재의 행정 구역으로 시즈오카시 아오이구의 대부분에 해당한다.

## 역사
- 1998년 4월 1일

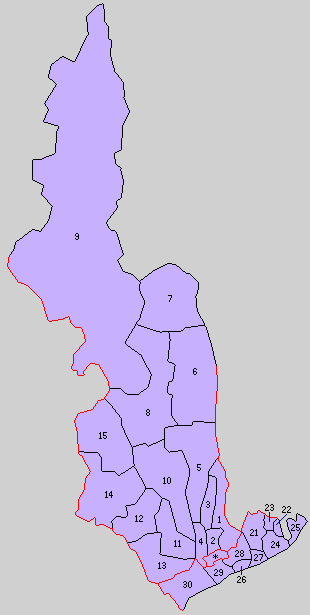
1.지요다촌 2.안도촌 3.아사하타촌 4.미나미시즈하타촌 5.기타시즈하타촌 6.오코우치촌 7.우메가시마촌 8.다마카와촌 9.이카와촌 10.미와촌 11.하토리촌 12.나카와라시나촌 13.미나미와라시나촌 14.기요사와촌 15.오카와촌 21.우도촌 22.시미즈정 23.이리에정 24. 후지미촌 25.미호촌 26.오야촌 27.구노촌 28.도요다촌 29.오자토촌 30.오사다촌 (＊: 발족 당시의 시즈오카시)

  - 시제의 시행에 따라, 시즈오카 성하(우도군에 속하는 지역도 포함)·우도군 시즈오카 시즈오카주쿠 및 우도군 미나미안토촌의 일부 구역을 가지고 시즈오카시가 발족하여, 군에서 이탈.( 113촌)
  - 정촌제 시행으로, 아래의 이 발족. 전역이 현 시즈오카시.(15촌)
    - 지요다촌(千代田村)
    - 안도촌(安東村)
    - 아사하타촌(麻機村)
    - 미나미시즈하타촌(南賤機村)
    - 기타시즈하타촌(北賤機村)
    - 오코우치촌(大河内村)
    - 우메가시마촌(梅ヶ島村)
    - 다마카와촌(玉川村)
    - 이카와촌(井川村)
    - 미와촌(美和村)
    - 하토리촌(服織村)
    - 나카와라시나촌(中藁科村)
    - 미나미와라시나촌(南藁科村)
    - 기요사와촌(清沢村)
    - 오카와촌(大川村)

  - 가미토신덴의 일부가 우도군 도요다촌의 일부가 됨.
  - 데고시촌, 무코부지촌이 우도군 오사다촌의 일부가 됨.
- 1896년 4월 1일 - 군제 시행에 따라 아베군·우도군의 구역으로 새로이 아베군이 발족. 아래의 2정 8촌이 아베군 소속이 됨.(2정 23촌)
  - 우도촌(有度村)·시미즈정(清水町)·이리에정(入江町)·후지미촌(不二見村)·미호촌(三保村)·오야촌(大谷村)·구노촌(久能村)·도요다촌(豊田村)·오자토촌(大里村)·오사다촌(長田村)
- 1909년 7월 1일 - 기타시즈하타촌이 미나미시즈하타촌의 일부를 편입하고 개칭하여 시즈하타촌(賤機村)이 됨. 미나미시즈하타촌의 잔여부는 시즈오카시에 편입.(2정 22촌)
- 1924년
  - 1월 31일 - 이리에정이 이하라군 에지리정·쓰지정을 편입.
  - 2월 11일 - 시미즈정·이리에정·후지미촌·미호촌이 합병하여, 시미즈시(清水市)가 발족, 군에서 이탈.(20촌)
- 1928년 10월 1일 - 도요다촌이 시즈오카시에 편입.(19촌)
- 1929년 3월 1일 - 오자토촌·안도촌이 시즈오카시에 편입.(17촌)
- 1932년 4월 1일 - 시즈하타촌이 시즈오카시에 편입.(16촌)
- 1934년 10월 1일 - 오야촌·구노촌·오사다촌·지요다촌·아사하타촌이 시즈오카시에 편입.(11촌)
- 1955년
  - 4월 1일 - 우도촌이 시미즈시에 편입.(10촌)
  - 6월 1일 - 미와촌·하토리촌·나카와라시나촌·미나미와라시나촌이 시즈오카시에 편입.(6촌)
- 1969년 1월 1일 - 오코우치촌·우메가시마촌·다마카와촌·이카와촌·기요사와촌·오카와촌이 시즈오카시에 편입. 당일 아베군은 폐지됨. 시즈오카현에서 1896년 군의 재편 이후 최초로 폐지된 군이다.